# Sigandor
Le Sigandor est ancien ketch à corne, à coque et pont en acier et mâts en bois. Son port d'attache actuel est Hambourg en Allemagne.

## Histoire
Il a été construit en 1909 au chantier naval Kroese à Hoogezand (Pays-Bas). Il a d'abord servi, sous le nom de Martha, comme caboteur au transport des marchandises le long de la côte de mer du Nord pour un armateur de Hambourg. En 1922 il est vendu à un armateur de Sonderburg en Allemagne. Il est rebaptisé Sigandor en 1941 et a, pour port d'attache, Egersund (Norvège) et navigue en mer Baltique.
De 1970 à 1978, il est utilisé au transport du sable à Hambourg après avoir subi des travaux pour cette tâche.
De 1978 à 1980, il est restauré et réaménagé en voilier-charter pour le transport de 22 passagers en croisière et 45 en sortie en mer. Il navigue entre les îles danoises, en mer Baltique et sur la côte atlantique jusqu'en Espagne.
Depuis 2003 il navigue sous pavillon allemand ; son port d'attache étant Hambourg. Il est gréé en ketch, avec un mât d'artimon. Il possède aussi une grand voile bermudienne.
Il participe à de nombreux rassemblements de vieux voiliers sur la côte atlantique comme les Hanse Sail de Rostock (2006 à 2012) et aux Fêtes maritimes de Brest (Brest 2004, Brest 2008 et aux Tonnerres de Brest 2012.